# Pesimism

Continuumul optimist–pesimist

Pesimismul se definește ca atitudinea omului care privește cu neîncredere viața și pe semenii săi și care consideră că toate situațiile au un deznodământ fatal. În sens filozofic, pesimismul este un concept opus optimismului și potrivit căruia răul, iluzia, suferința predomină în lume și nu pot fi înlăturate, fiindu-i inerente. Optimismul și pesimismul, deși reprezintă două moduri opuse de a gândi și de a interpreta lucrurile, pot fi cel mai bine explicate dacă sunt plasate pe un continuum, pentru că aceeași persoană poate evolua în timp în ceea ce privește gradul de optimism sau poate avea doze diferite de optimismul cu care privește aspectele vieții sale (familie, carieră, relații etc.).
Într-o perspectivă simplistă, pesimismul este o alegere. Oamenii nu se nasc pesimiști, ei devin așa într-un anumit context de viață. Printre emoțiile negative pe care le pot experimenta sunt anxietatea, furia, dezgustul, vinovăția, teama sau stima de sine redusă. Toate descriu stabilitatea sau instabilitatea emoțională a unei persoane. Mai mult, aceste persoane predispuse la aceste emoții sunt și vulnerabile la situații stresante. Din acest motiv, deseori situațiile obișnuite sunt interpretate ca fiind amenințătoare, iar frustrările minore trec drept dificultăți de nedepășit.
Există studii conform cărora persoanele negativiste performează mai bine în situații legate de înșelătorie, manipulare, formarea impresiilor și etichetare, sunt foarte atente la detalii, ceea ce scade șansa de eroare și crește gradul de acuratețe. În general însă, persoanele cu negativitate crescută prezintă un nivel mai ridicat de insatisfacție și tind să se concentreze pe aspectele neplăcute legate de sine, de viitor și alți oameni.
Specialiștii fac diferența între două tipuri de pesimism: pesimismul defensiv și pesimismul deprimant. Pesimismul defensiv se referă la anticiparea unor potențiale evenimente negative sau efecte ale acțiunilor noastre și pregătirea mentală pentru a le depăși. În acest sens persoana se mobilizează să le preîntâmpine, dar în același timp se așteaptă la ce e mai rău, pentru a se proteja cumva de ce va urma. Pesimismul deprimant este o trăsătură extremă care constă în tendința exacerbată de a vedea exclusiv aspectele negative, indiferent de situație.

## Reprezentanți notabili

### Albert Camus

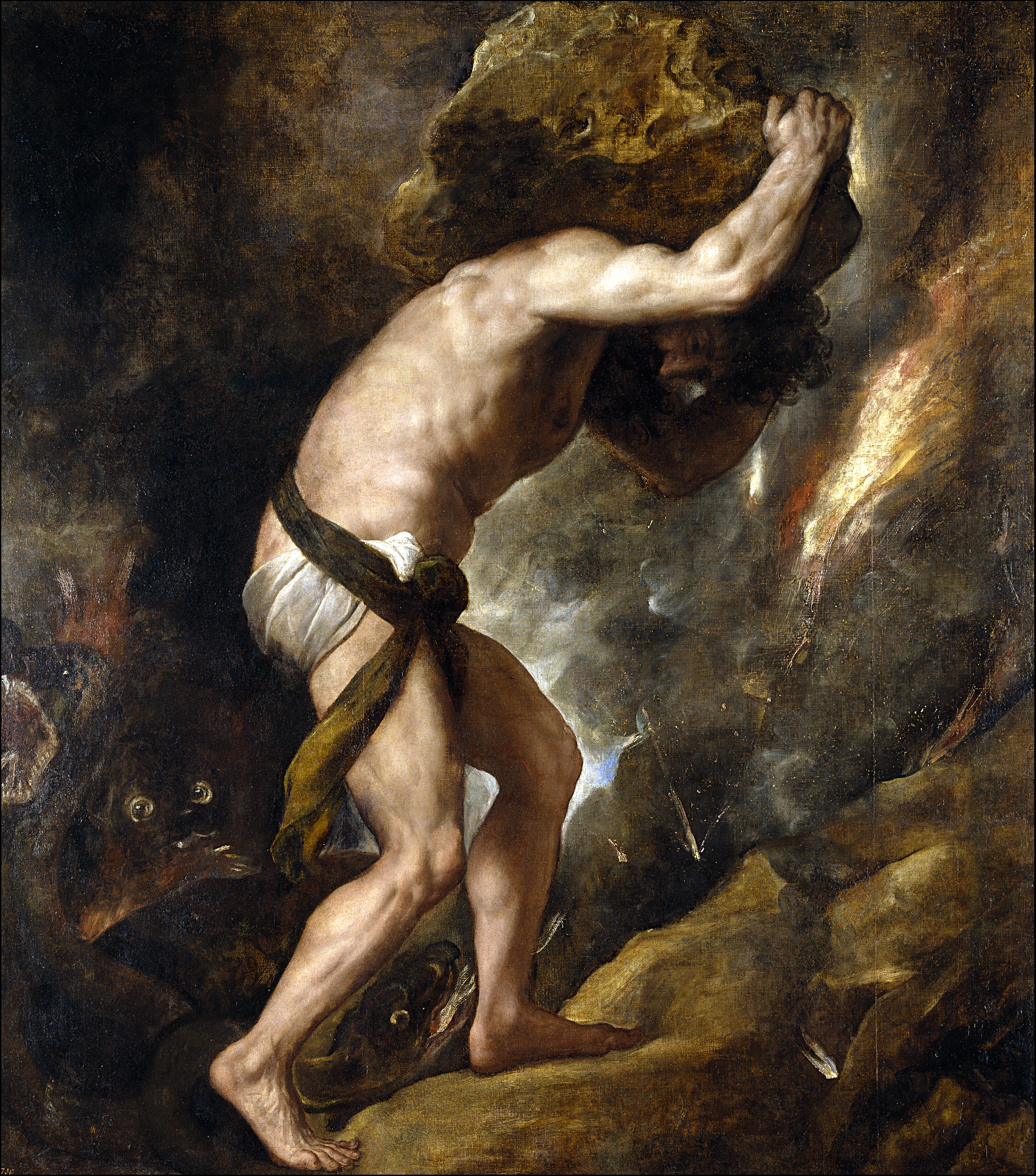
Camus a folosit pedepsirea lui Sisif ca o reprezentare a condiției umane.

Într-un articol din 1945, Albert Camus scria că „ideea că o filozofie pesimistă este în mod necesar una a descurajării este o idee puerilă”. Camus a contribuit la popularizarea ideii „absurdului”, un termen-cheie în celebrul său eseu Mitul lui Sisif. Ca și filozofii pesimiști anteriori, Camus vedea conștiința și rațiunea umană ca fiind ceea ce „mă pune în opoziție cu întreaga creație”. Pentru Camus, această confruntare dintre o minte rațională care își dorește să afle sensul și o lume „tăcută” este ceea ce produce cea mai importantă problemă filosofică, „problema sinuciderii”. Camus credea că oamenii fac față adesea absurdului prin „eludare” (l'esquive), ceea ce reprezintă o „trădare” pentru „cei care nu trăiesc pentru viață în sine, ci pentru o idee mare care îi va supraviețui, o va rafina, îi va da un sens și o va trăda”. El considera sinuciderea, religia și marxismul drept forme neautentice de a evita sau de a scăpa de problema existenței. Pentru Camus, singura alegere era aceea de a accepta și de a trăi absurdul într-un mod rebel, pentru că „nu există o soartă care să nu poată fi învinsă de dispreț”. Răspunsul lui Camus la problema absurdului este ilustrat prin folosirea personajului mitologic grec Sisif, condamnat de zei să împingă un bolovan pe un deal pentru veșnicie. Camus și-l imaginează pe Sisif în timp ce împinge bolovanul, dându-și seama de inutilitatea sarcinii sale, dar continuând să o facă oricum dintr-un spirit de revoltă.

## Legături externe
- en   „Pessimism”. Encyclopædia Britannica. 21 (ed. 11). 1911.
- en  Contestabile, Bruno (2016). „The Denial of the World from an Impartial View”. Contemporary Buddhism.